# Liste der Biografien/Berna
Liste der Biografien |
Portal Biografien |
Personensuche
# |
A |
B |
C |
D |
E |
F |
G |
H |
I |
J |
K |
L |
M |
N |
O |
P |
Q |
R |
S |
T |
U |
V |
W |
X |
Y |
Z |
?
 
Ba |
Be |
Bd |
Bg |
Bh |
Bi |
Bj |
Bl |
Bm |
Bn |
Bo |
Br |
Bs |
Bu |
Bw |
By |
Bz
 
Bea–Beb |
Bec |
Bed |
Bee |
Bef |
Beg |
Beh |
Bei |
Bej |
Bek |
Bel |
Bem |
Ben |
Beo |
Bep |
Beq |
Ber |
Bes |
Bet |
Beu |
Bev |
Bew |
Bex |
Bey |
Bez
 
Bera |
Berb |
Berc |
Berd |
Bere |
Berf |
Berg |
Berh |
Beri |
Berj |
Berk |
Berl |
Berm |
Bern |
Bero |
Berq |
Berr |
Bers |
Bert |
Beru |
Berv |
Berw |
Berx |
Bery |
Berz
 
Berna |
Bernb |
Bernd |
Berne |
Bernf |
Berng |
Bernh |
Berni |
Bernk |
Bernl |
Bernn |
Berno |
Bernp |
Bernr |
Berns |
Bernt |
Bernu |
Bernw |
Berny |
Bernz
Die Liste der Biografien führt alle Personen auf, die in der deutschsprachigen Wikipedia einen Artikel haben. Dieses ist eine Teilliste mit 481 Einträgen von Personen, deren Namen mit den Buchstaben „Berna“ beginnt.

## Berna
- Berna, Bobby (* 1961), philippinischer Boxer im Superbantamgewicht
- Berna, David (1773–1835), deutscher Kaufmann und Abgeordneter
- Berna, Else (1886–1935), deutsche Sängerin und Schauspielerin
- Berna, Emil (1907–2000), Schweizer Kameramann
- Berna, Georg (1836–1865), hessischer Rittergutsbesitzer und Forschungsreisender
- Berna, Giovanni Giulio Gerolamo (1717–1804), römisch-katholischer Geistlicher und Bibliotheksgründer
- Berna, Paul (1908–1994), französischer Schriftsteller
- Berna, Tell (1891–1975), US-amerikanischer Leichtathlet und Olympiasieger bei Olympischen Spielen

### Bernab
- Bernabé Cobos, Paola (* 2003), spanische Handballspielerin
- Bernabé Pajares, Alberto (* 1946), spanischer Altphilologe und Religionswissenschaftler
- Bernabé y Mordella, José Polo de (1820–1900), spanischer Vizeadmiral; Botschafter in den USA
- Bernabé, Adrián (* 2001), spanischer Fußballspieler
- Bernabè, Franco (* 1948), italienischer Unternehmer
- Bernabe, Paulino (1932–2007), spanischer Gitarrenbauer
- Bernabe, Paulino (* 1960), spanischer Gitarrenbauer
- Bernabe, Richard, amerikanischer Fotograf
- Bernabé, Samuel, mexikanischer Fußballspieler
- Bernabe, Sean (* 1970), US-amerikanischer Offizier, Generalleutnant der US-Army
- Bernabei, Alessio (* 1992), italienischer Popsänger
- Bernabei, Alexandro (* 2000), argentinischer Fußballspieler
- Bernabei, Dante (1936–2021), luxemburgischer Sprachforscher
- Bernabei, Ercole († 1687), italienischer Organist und Komponist
- Bernabei, Giuseppe Antonio (1649–1732), italienischer Organist, Komponist und Hofkapellmeister in München
- Bernabela, Ferdinand, bonairischer Fußballtrainer
- Bernabéu, David (* 1975), spanischer Radrennfahrer
- Bernabéu, María (* 1988), spanische Judoka
- Bernabéu, Santiago (1895–1978), spanischer Fußballfunktionär, Präsident von Real Madrid (1943–1978)Santiago Bernabéu (1895–1978)

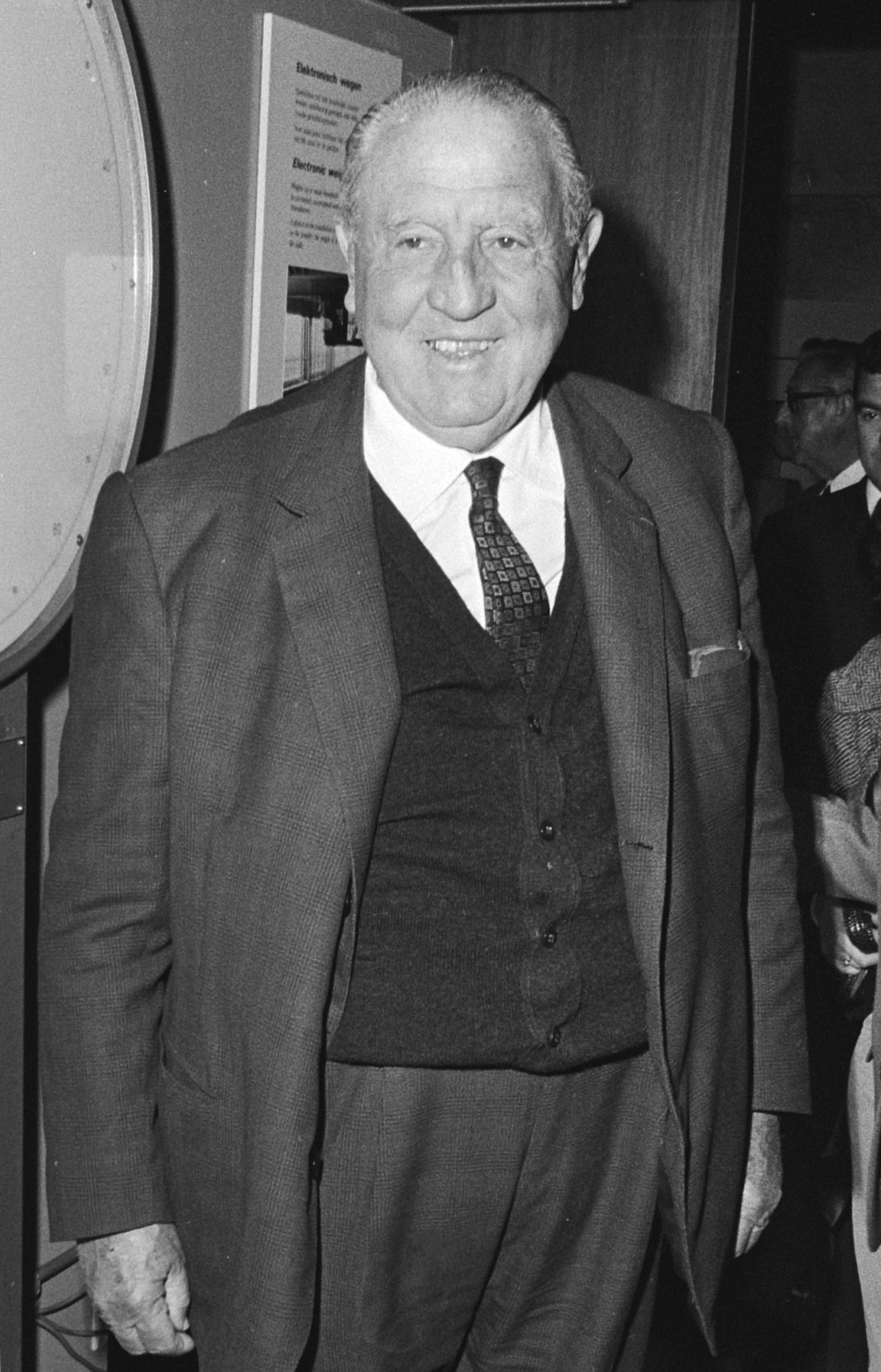
Santiago Bernabéu (1895–1978)

- Bernabiti, Armando (1900–1970), italienischer Architekt und Stadtplaner
- Bernabò Brea, Luigi (1910–1999), italienischer Archäologe

### Bernac
- Bernac, Pierre (1899–1979), französischer Sänger (Bariton) und Gesangslehrer
- Bernacchi, Antonio (1685–1756), italienischer Kastrat, Gesangslehrer und Komponist
- Bernacchi, Leonardo (1933–2012), italienischer Ordensgeistlicher und Missionar, Apostolischer Vikar von Camiri
- Bernacchi, Louis (1876–1942), australisch-britischer Physiker, Astronom und Polarforscher
- Bernacchioni, Angelo Raffaele (1854–1937), italienischer Ordensgeistlicher und römisch-katholischer Erzbischof von Agra
- Bernacki, Bronisław (1944–2024), ukrainischer Geistlicher, römisch-katholischer Bischof von Odessa-Simferopol
- Bernacki, Gerard (1942–2018), polnischer Geistlicher, römisch-katholischer Weihbischof in Katowice
- Bernacki, Ludwik (1882–1939), polnischer Literaturhistoriker, Herausgeber und Bibliograf

### Bernad
- Bernad, Miguel (1917–2009), philippinischer Geistlicher, Autor, Hochschullehrer, Historiker, Journalist und Kritiker
- Bernadette (* 1959), niederländische Sängerin
- Bernadette, Jamie (* 1987), US-amerikanische Schauspielerin, Synchronsprecherin, Filmproduzentin und Drehbuchautorin
- Bernadis, Stéphane (* 1974), französischer Eiskunstläufer
- Bernadó, Antoni (* 1966), andorranischer Langstreckenläufer
- Bernadó, José Ramon (* 1965), spanischer Comiczeichner
- Bernadotte von Wisborg, Marianne (1924–2025), schwedische Schauspielerin und PhilanthropinMarianne Bernadotte von Wisborg (1924–2025)

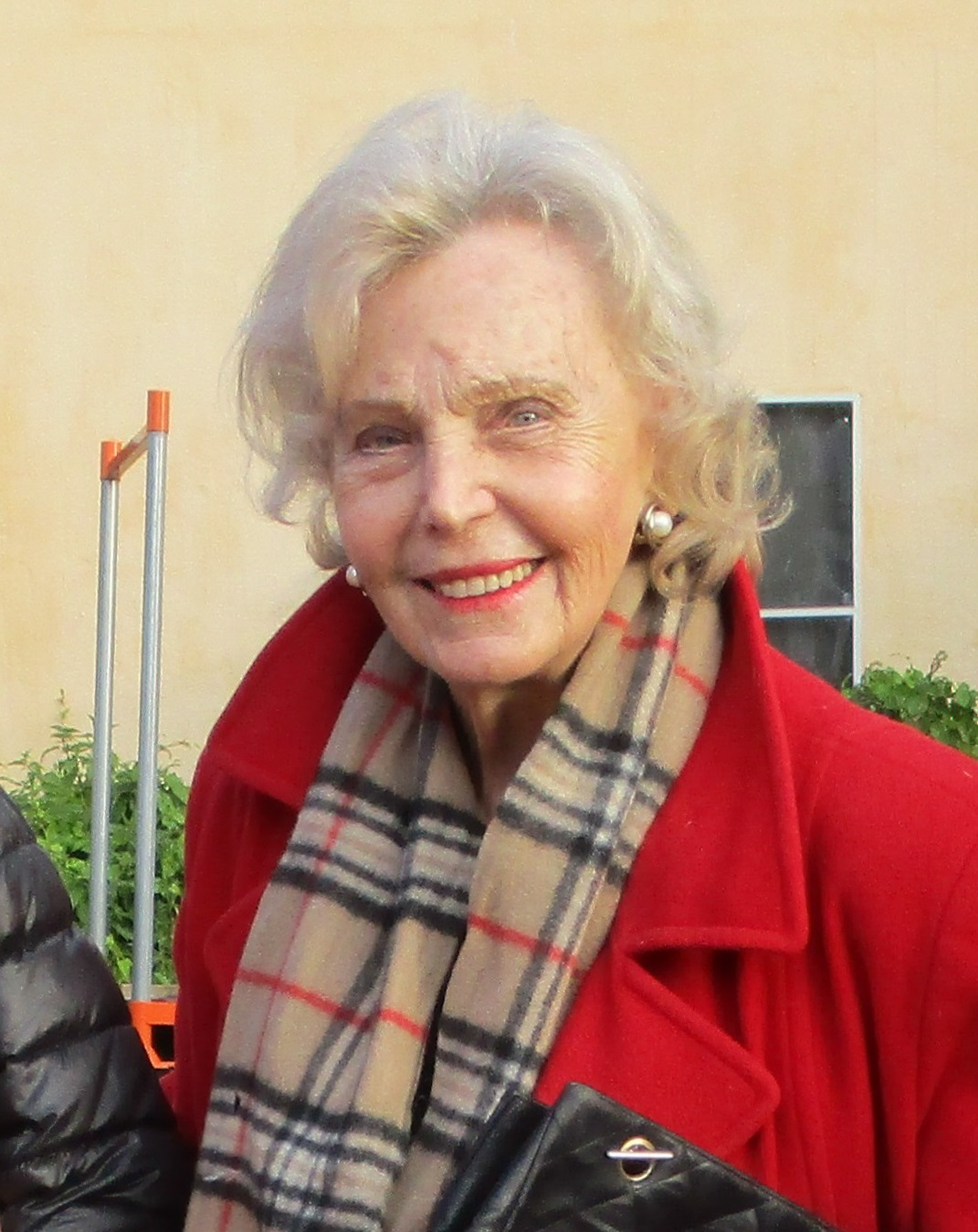
Marianne Bernadotte von Wisborg (1924–2025)

- Bernadotte, Bettina (* 1974), deutsch-schwedische Adelige, Unternehmerin, Geschäftsführerin der Blumeninsel Mainau
- Bernadotte, Björn (* 1975), deutsch-schwedischer Adeliger, Geschäftsführer der Lennart-Bernadotte-Stiftung
- Bernadotte, Carl Johan (1916–2012), jüngstes Kind des schwedischen Königs Gustav VI. Adolf und von Prinzessin Margaret of Connaught
- Bernadotte, Estelle (1904–1984), mit dem UN-Diplomaten Folke Bernadotte verheiratete US-Schwedin
- Bernadotte, Folke (1895–1948), schwedischer Offizier und Philanthrop, Vizepräsident des schwedischen Roten Kreuzes
- Bernadotte, Gunnila (1923–2016), schwedische Gräfin
- Bernadotte, Lennart (1909–2004), schwedischer Adliger, Schöpfer der Blumeninsel MainauLennart Bernadotte (1909–2004)

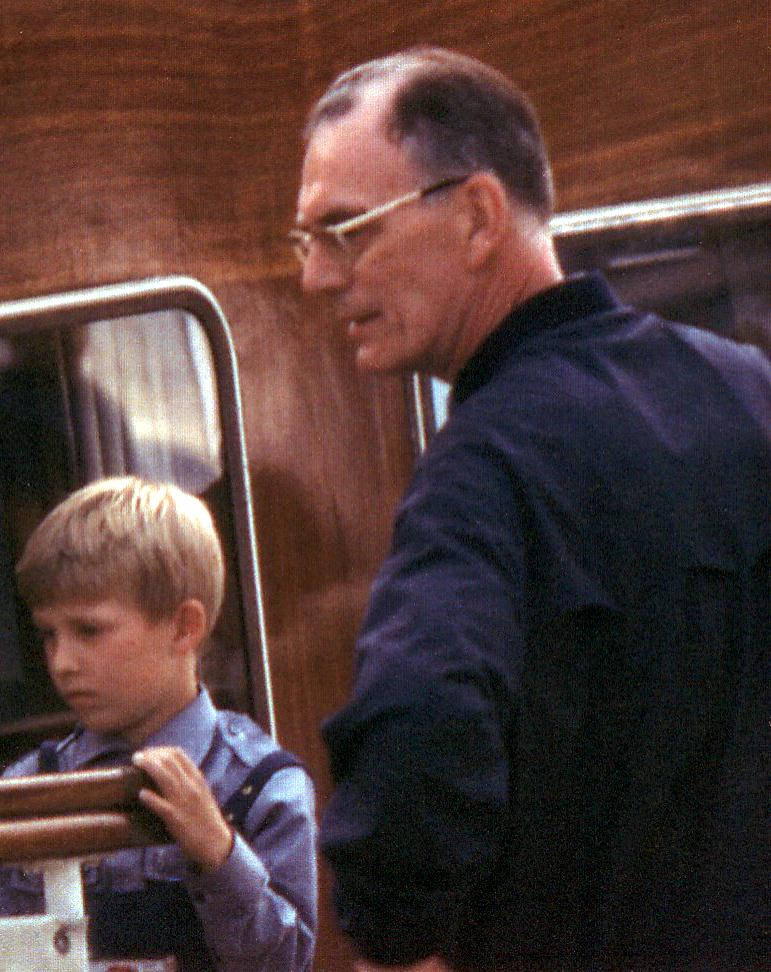
Lennart Bernadotte (1909–2004)

- Bernadotte, Sigvard (1907–2002), schwedischer Illustrator und Designer, Prinz von Schweden und Herzog von Uppland
- Bernadotte, Sonja (1944–2008), deutsch-schwedische Adlige und Geschäftsführerin
- Bernadotte, Ubagaraswani (1899–1949), indischer Geistlicher und Bischof von Coimbatore
- Bernadou, Victor-Félix (1816–1891), französischer Geistlicher, Erzbischof von Sens und Kardinal

### Bernae
- Bernaerts, Frank (* 1967), belgischer Komponist und Musiker

### Bernag
- Bernage, Berthe (1886–1972), französische Schriftstellerin
- Bernage, Louis de († 1675), französischer Bischof

### Bernal
- Bernal Ortiz, Juan José (1907–1980), venezolanischer Geistlicher, Bischof und Erzbischof
- Bernal Supelano, Rafael Arcadio (1934–2019), kolumbianischer Ordensgeistlicher, römisch-katholischer Bischof von Líbano-Honda
- Bernal Vargas, Jorge (1929–2023), mexikanischer Ordensgeistlicher und römisch-katholischer Prälat von Cancún-Chetumal
- Bernal y García Pimentel, José Joaquín (1925–1989), mexikanischer Botschafter
- Bernal, Alejandro (* 1969), chilenischer Fußballspieler
- Bernal, Alejandro (* 1988), kolumbianischer Fußballspieler
- Bernal, Angélica (* 1995), kolumbianische Rollstuhltennisspielerin
- Bernal, César († 2015), uruguayischer Pelotaspieler
- Bernal, Egan (* 1997), kolumbianischer RadrennfahrerEgan Bernal (* 1997)

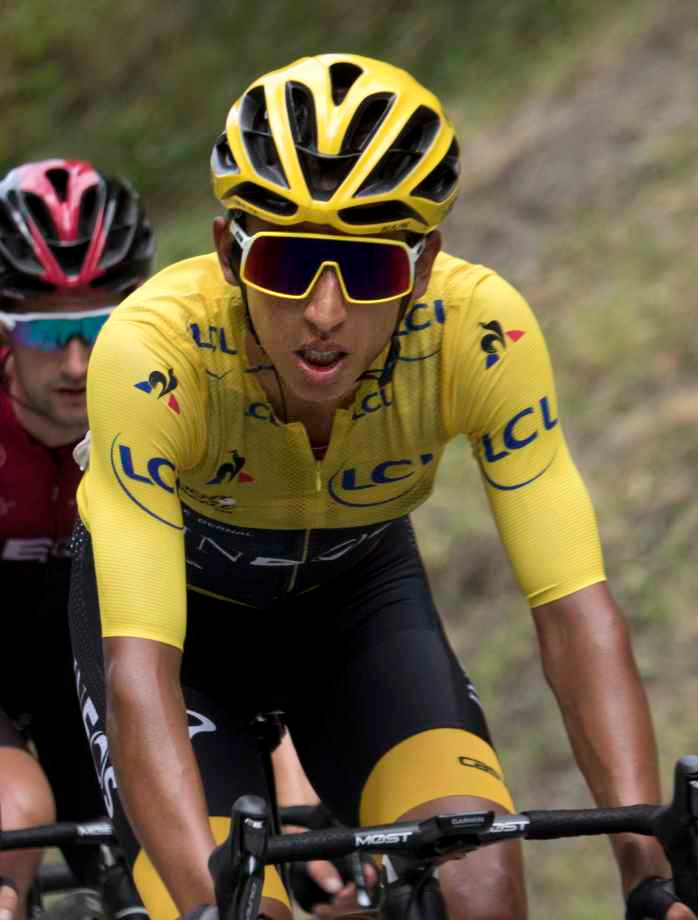
Egan Bernal (* 1997)

- Bernal, Gabriel (1956–2014), mexikanischer Boxer im Fliegengewicht
- Bernal, Gil (1931–2011), US-amerikanischer R&B- und Jazzmusiker
- Bernal, Guillermo, chilenischer Fußballspieler
- Bernal, John Desmond (1901–1971), britischer Physiker
- Bernal, José (1925–2010), kubanisch-US-amerikanischer Maler
- Bernal, José Daniel (* 1973), kolumbianischer Straßenradrennfahrer
- Bernal, Karol (* 2003), mexikanische Fußballspielerin
- Bernal, Marc (* 2007), spanischer Fußballspieler
- Bernal, Marcelino (* 1962), mexikanischer Fußballspieler und -trainer
- Bernal, Martin (1937–2013), britischer Sinologe, Historiker und Politikwissenschaftler
- Bernal, Pablo (* 1986), spanischer Bahnradsportler
- Bernal, Rebeca (* 1997), mexikanische Fußballspielerin
- Bernal, Ricardo (* 1947), uruguayischer Politiker
- Bernal, Rodrigo (* 1959), kolumbianischer Botaniker
- Bernal, Sergio (* 1970), mexikanischer Fußballtorwart
- Bernáldez, Andrés, spanischer Chronist

### Bernan
- Bernandt, Grigori Borissowitsch (1905–1978), litauisch-sowjetischer Musikwissenschaftler
- Bernanke, Ben (* 1953), US-amerikanischer ÖkonomBen Bernanke (* 1953)

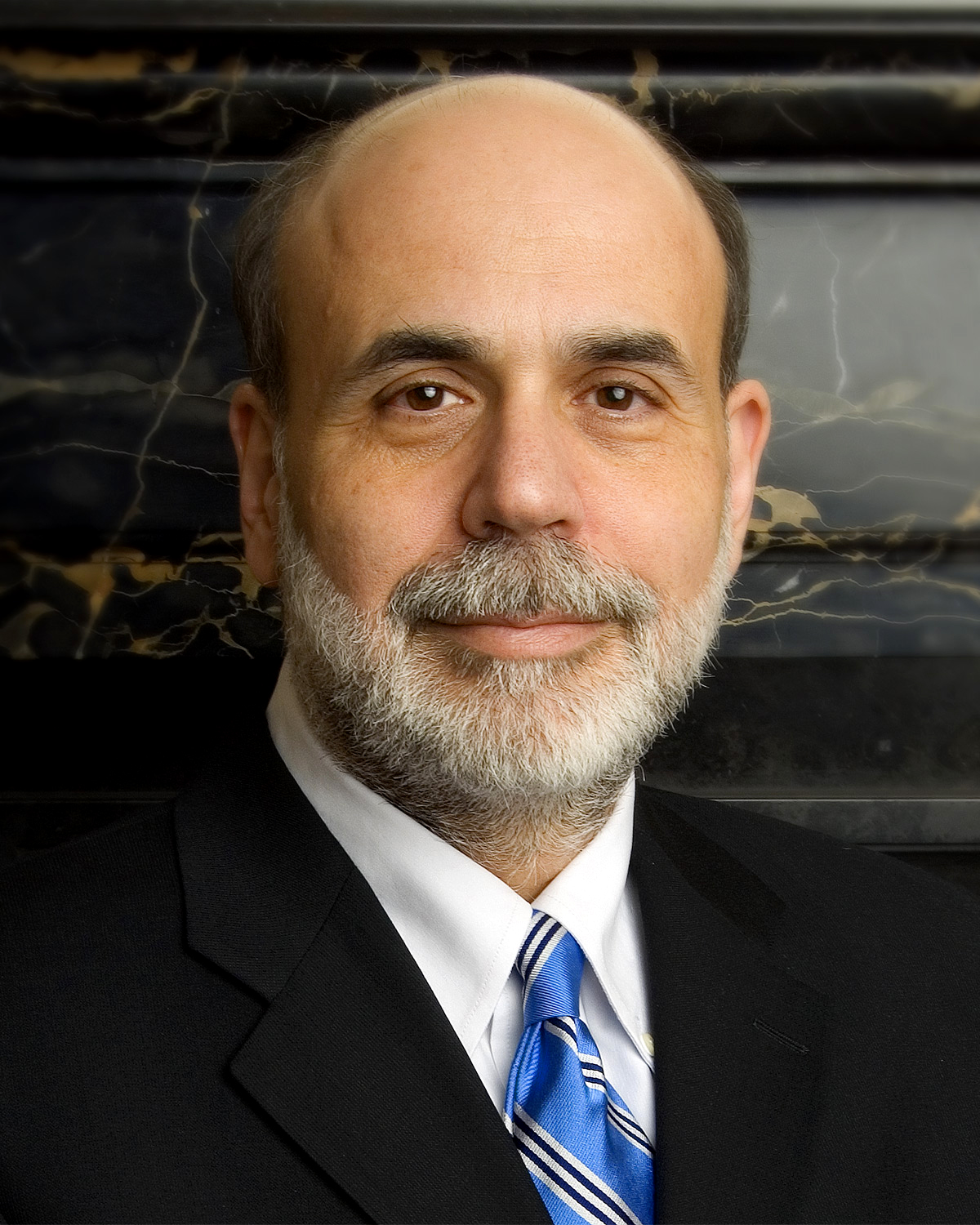
Ben Bernanke (* 1953)

- Bernanos, Georges (1888–1948), französischer Schriftsteller

### Bernao
- Bernao, Raúl (1941–2007), argentinischer Fußballspieler

### Bernar

#### Bernard
- Bernard, Graf von Périgord und Angoulême
- Bernard († 1148), normannischer Bischof von St Davids
- Bernard, Erzbischof von Ragusa, Bischof von Carlisle
- Bernard, schottischer Geistlicher und Minister
- Bernard (* 1992), brasilianischer Fußballspieler
- Bernard Aton IV. Trencavel († 1129), Vizegraf von Albi, Nîmes, Carcassonne, Béziers, Agde und Razès
- Bernard Aton V. Trencavel, Vizegraf von Nîmes und Agde
- Bernard Aton VI. Trencavel (* 1159), Vizegraf von Nîmes und Agde
- Bernard de Castanet († 1317), Kardinal der Römischen Kirche
- Bernard de La Tour († 1258), französischer Kartäuser
- Bernard de Neufmarché, normannischer Adliger und Eroberer von Brycheiniog
- Bernard de Rieux, Gabriel (1687–1745), französischer Magistrat
- Bernard de Tromelai († 1153), Großmeister des Templerordens
- Bernard Gui († 1331), Dominikaner, Inquisitor, Ordensschriftsteller und Bischof von Lodève (1324–1331)
- Bernard I. († 1020), Graf von Besalú aus dem Haus Barcelona
- Bernard I., Graf von La Marche
- Bernard I., Graf von Berga
- Bernard I., Graf von Comminges
- Bernard II., Graf von Armagnac
- Bernard III. († 1111), katalanischer Adliger
- Bernard Itier (1163–1225), französischer Geistlicher und Chronist
- Bernard IV. († 1225), Graf von Comminges
- Bernard Plantevelue (* 841), Markgraf von Gothien, Graf von Toulouse und Auvergne
- Bernard Roger, Graf von Foix
- Bernard VII. d’Armagnac († 1418), Graf von Armagnac, Connétable von Frankreich
- Bernard VIII. d’Armagnac (* 1400), französischer Adeliger, Graf von Pardiac
- Bernard von Botonus († 1266), Glossist der Dekretalen Papst Gregor IX.
- Bernard Wilhelm († 1117), Graf von Cerdanya, Conflent und Berga
- Bernard, Adolphe (1812–1890), belgischer Genremaler und Glasmaler
- Bernard, Al (1888–1949), US-amerikanischer Vaudeville-Sänger, Old-Time-Musiker und Komiker
- Bernard, Alain (1932–2012), Schweizer Tänzer, Tanzpädagoge und Choreograph
- Bernard, Alain (* 1983), französischer SchwimmerAlain Bernard (* 1983)

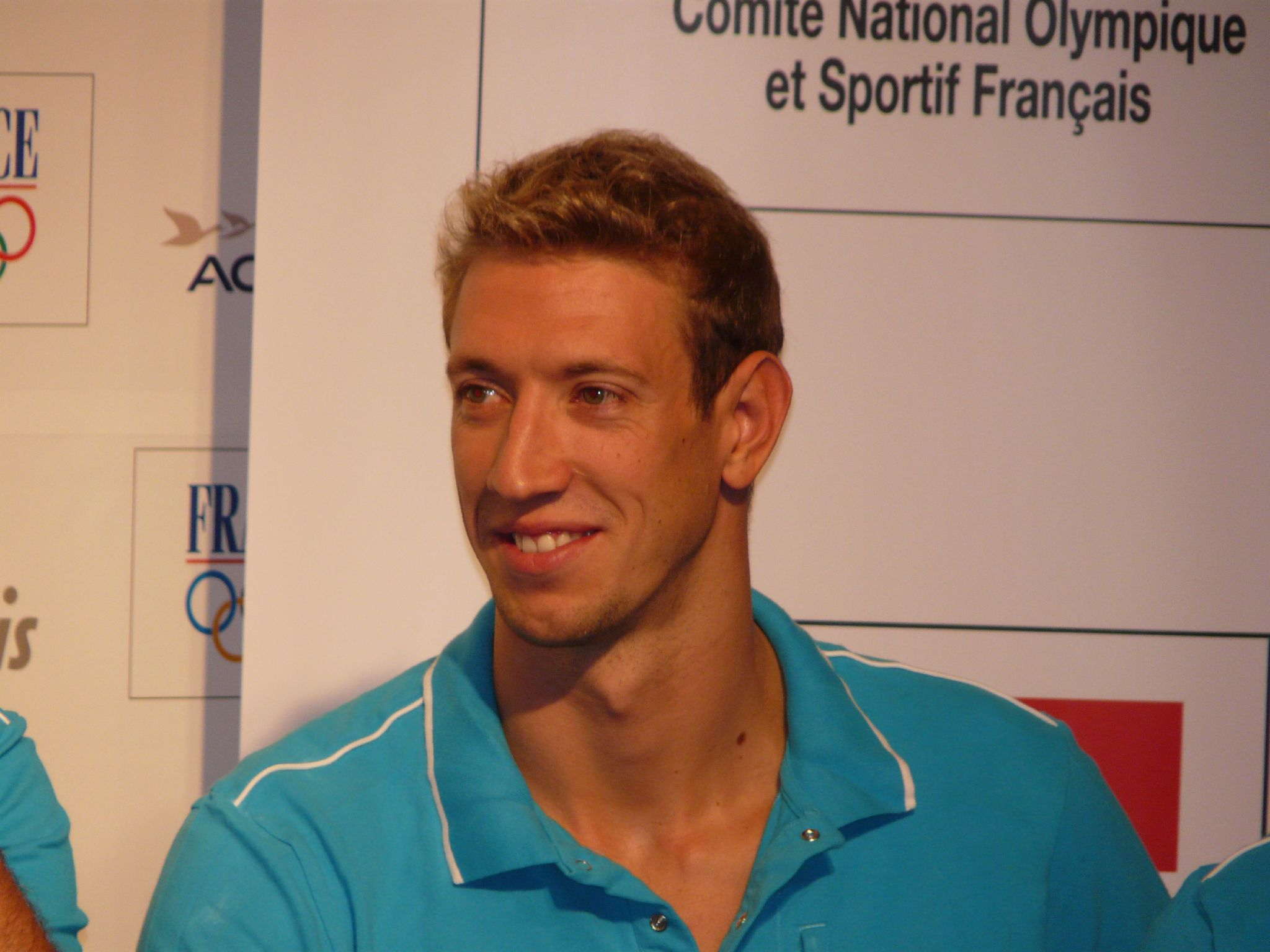
Alain Bernard (* 1983)

- Bernard, Aldis († 1876), kanadischer Politiker und Zahnarzt
- Bernard, Alex, französischer Fusion- und Jazzmusiker (Bass, Komposition)
- Bernard, André (1930–2015), französischer Radrennfahrer
- Bernard, Andrea St. (* 1979), grenadische Taekwondoin
- Bernard, Andreas (* 1969), deutscher Kulturwissenschaftler, Journalist und Publizist
- Bernard, Andreas (* 1990), italienischer Eishockeytorwart
- Bernard, Anna (1865–1938), deutsche Heimatschriftstellerin
- Bernard, Anton (* 1989), italienischer Eishockeyspieler
- Bernard, Augusta (1886–1946), französische Modeschöpferin
- Bernard, Benjamin, US-amerikanischer Schauspieler
- Bernard, Bernard (1821–1895), französischer katholischer Priester und Missionar; erster Apostolische Präfekt von Norwegen und Lappland
- Bernard, Billy (* 1991), luxemburgischer Fußballspieler
- Bernard, Björn (* 1972), deutscher Basketballspieler
- Bernard, Bruno (1912–1987), amerikanischer Fotograf
- Bernard, C. E. (* 1990), deutsche Schriftstellerin
- Bernard, Camille (1898–1984), kanadische Sängerin (Sopran), Lehrerin und Schauspielerin
- Bernard, Carlos (* 1962), US-amerikanischer SchauspielerCarlos Bernard (* 1962)

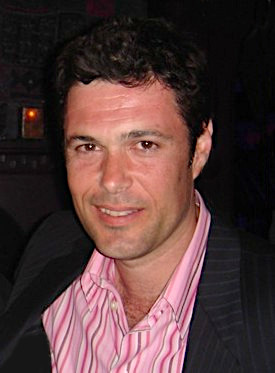
Carlos Bernard (* 1962)

- Bernard, Catherine (1662–1712), französische Dramatikerin
- Bernard, Charles Jean (1876–1967), niederländischer Botaniker und Naturschützer
- Bernard, Cheryl (* 1966), kanadische Curlerin
- Bernard, Christian (* 1969), deutscher Squashspieler
- Bernard, Claston (* 1979), jamaikanischer Zehnkämpfer
- Bernard, Claude (1813–1878), französischer Physiologe
- Bernard, Claude (* 1935), französischer Dichter von Texten für die katholische Kirchenmusik
- Bernard, Claudine (* 1992), luxemburgische Fußballspielerin
- Bernard, Daniel (1941–2004), französischer Botschafter
- Bernard, Denis (1882–1956), britischer Offizier, Gouverneur von Bermuda
- Bernard, Denis (* 1961), französischer Physiker
- Bernard, Désirée (1939–2024), guyanische Rechtsanwältin und Richterin, Richterin am Caribbean Court of Justice
- Bernard, Djuna (* 1992), luxemburgische Politikerin
- Bernard, Douglas, US-amerikanischer Biathlet
- Bernard, Ed (* 1939), US-amerikanischer Schauspieler
- Bernard, Eddy (1927–1984), französischer Jazzmusiker
- Bernard, Edward (1638–1697), britischer Astronom, Mathematiker, Orientalist und Theologe
- Bernard, Emerik (1937–2022), jugoslawischer bzw. slowenischer Maler
- Bernard, Émile (1843–1902), französischer Komponist und Organist
- Bernard, Émile (1868–1941), französischer Maler, Grafiker, Kunsttheoretiker und RomanautorÉmile Bernard (1868–1941)

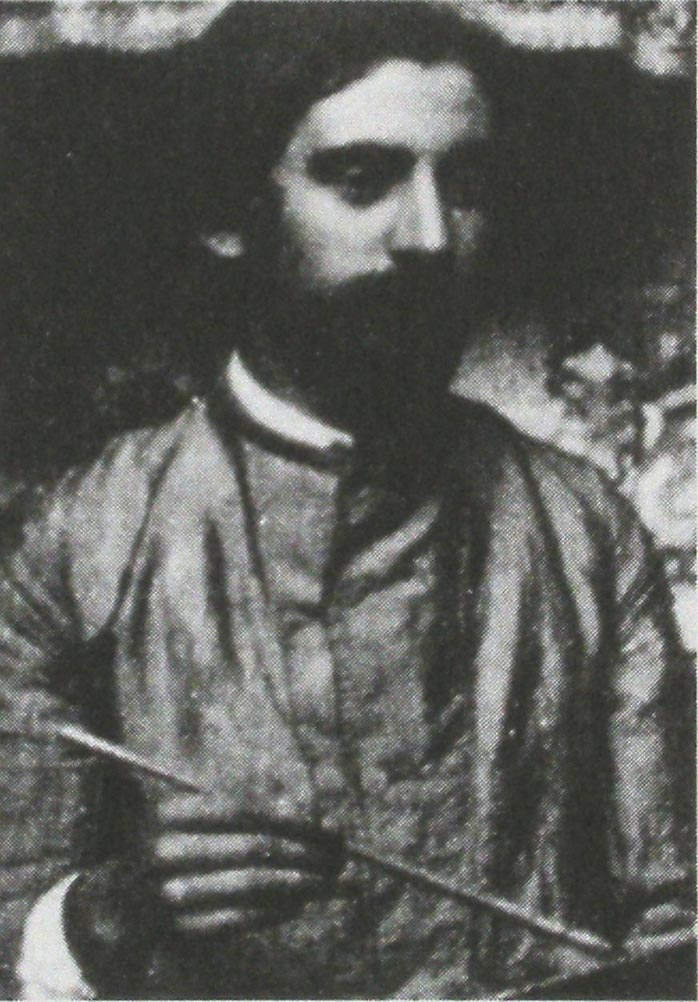
Émile Bernard (1868–1941)

- Bernard, Éric (* 1964), französischer Formel-1-Rennfahrer
- Bernard, Erich (* 1965), österreichischer Architekt und Architekturtheoretiker
- Bernard, Evelyn (* 1988), estnische Fußballspielerin
- Bernard, Felix (1897–1944), US-amerikanischer Komponist, Pianist und Songwriter
- Bernard, Felix (* 1955), deutscher Theologe und Hochschullehrer
- Bernard, Francis, 1. Baronet († 1779), Gouverneur der Province of Massachusetts Bay und der Province of New Jersey
- Bernard, Franco (* 1957), italienischer Lehrer, Schauspieler und ehemaliger Landessprecher der Südtiroler Grünen
- Bernard, František Antonín (1914–1980), tschechoslowakischer Jagdflieger
- Bernard, Frits (1920–2006), niederländischer Psychologe und Sexualwissenschaftler
- Bernard, Georg (1876–1945), deutscher Gewerkschafter
- Bernard, Giovani (* 1991), US-amerikanischer American-Football-Spieler
- Bernard, Günter (* 1939), deutscher Fußballtorwart
- Bernard, Hans (1861–1945), österreichischer Bildhauer
- Bernard, Hans (1892–1960), deutscher Diplomat
- Bernard, Harry (1878–1940), US-amerikanischer Schauspieler
- Bernard, Heinz (1923–1994), britischer Schauspieler und Theaterleiter
- Bernard, Helen (* 2005), argentinische Sprinterin
- Bernard, Hilda (1920–2022), argentinische Schauspielerin
- Bernard, Irene (1908–2002), deutsche Widerstandskämpferin
- Bernard, J. Léonce (1943–2013), kanadischer Politiker, Vizegouverneur von Prince Edward Island
- Bernard, James (1925–2001), britischer Drehbuchautor und Filmkomponist
- Bernard, Jason (1938–1996), US-amerikanischer SchauspielerJason Bernard (1938–1996)

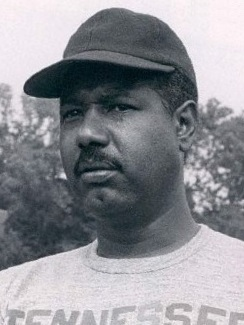
Jason Bernard (1938–1996)

- Bernard, Jean (1907–2006), französischer Mediziner und Hämatologe
- Bernard, Jean (1907–1994), luxemburgischer Geistlicher und Autor, Widerstand gegen NS
- Bernard, Jean Frédéric (1680–1744), französischer Autor, Übersetzer, Drucker, Verleger
- Bernard, Jean-David (* 1977), französischer Ruderer
- Bernard, Jean-François (* 1962), französischer Radrennfahrer
- Bernard, Jean-Marc (1881–1915), französischer Dichter
- Bernard, Jean-Pierre (1933–2017), französischer Schauspieler
- Bernard, Jessie (1903–1996), US-amerikanische Soziologin und Feministin
- Bernard, Johannes (1926–1989), deutscher römisch-katholischer Geistlicher, Fundamentaltheologe und Religionswissenschaftler
- Bernard, John (1893–1983), französisch-amerikanischer Politiker
- Bernard, Joseph (1866–1931), französischer Bildhauer
- Bernard, Joseph Alphonsus (1881–1962), kanadischer Unternehmer, Vizegouverneur von Prince Edward Island
- Bernard, Joseph Carl (1780–1850), österreichischer Journalist und Dramatiker
- Bernard, Julie (* 1980), belgische Schauspielerin
- Bernard, Julien (* 1992), französischer RadrennfahrerJulien Bernard (* 1992)

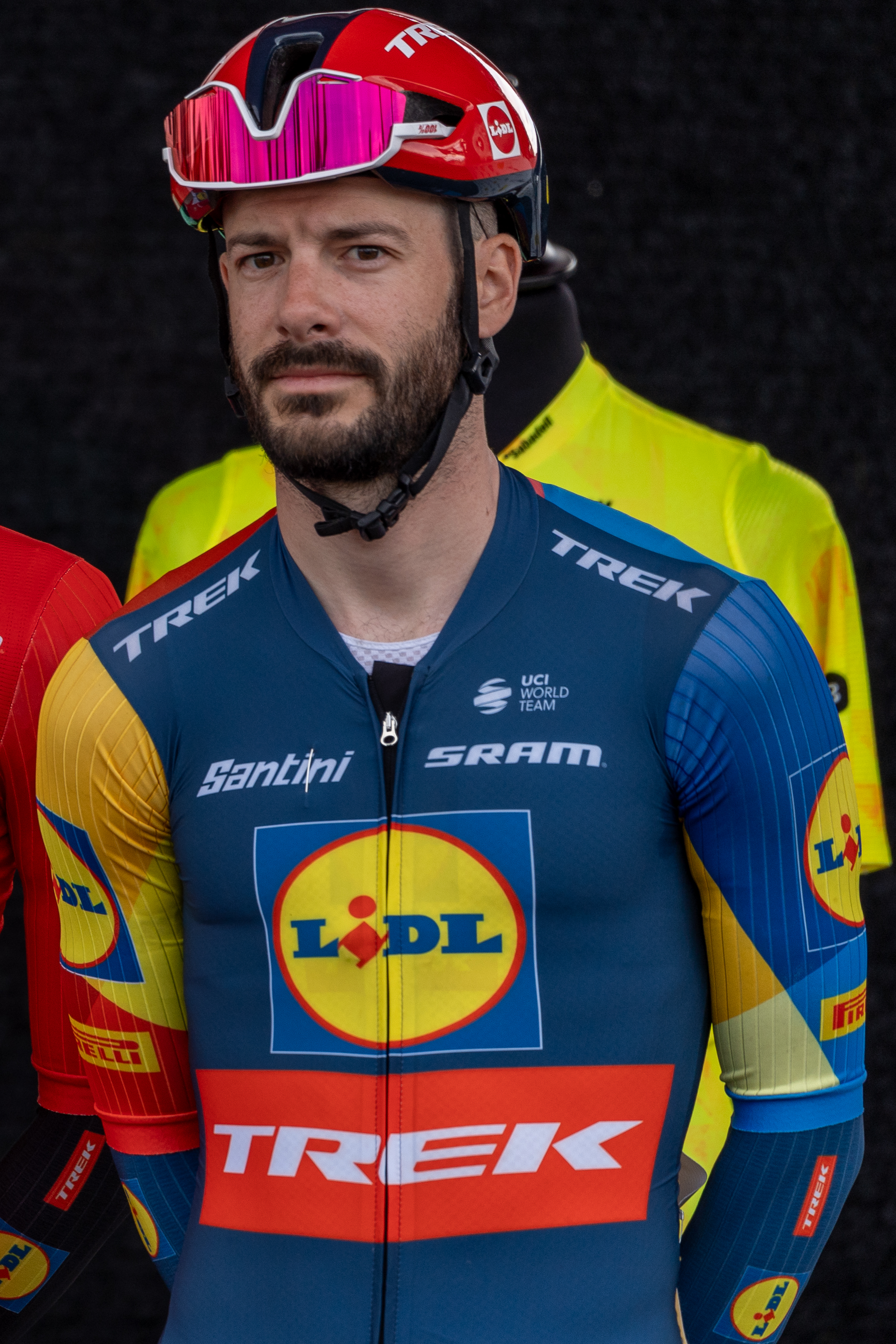
Julien Bernard (* 1992)

- Bernard, Karl (1890–1972), deutscher Ministerialbeamter und Bankmanager
- Bernard, Kent (1942–2025), Sprinter aus Trinidad und Tobago
- Bernard, Kurt (* 1977), costa-ricanischer Fußballspieler
- Bernard, Lars (* 1969), deutscher Geoinformatiker
- Bernard, Ludovic, französischer Filmregisseur und Drehbuchautor
- Bernard, Luther Lee (1881–1951), US-amerikanischer Soziologe und Sozialpsychologe
- Bernard, Manon (* 1995), französische Volleyballspielerin
- Bernard, Marc (1900–1983), französischer Schriftsteller
- Bernard, Marcel (1914–1994), französischer Tennisspieler
- Bernard, Maria (* 1993), kanadische Hindernisläuferin
- Bernard, Marie-Françoise (1819–1901), französische Anti-Vivisektionistin
- Bernard, Martyn (* 1984), britischer Hochspringer
- Bernard, Michael (* 1969), österreichischer Politiker der Freiheitlichen Partei Österreichs (FPÖ)
- Bernard, Michel (1931–2019), französischer Leichtathlet
- Bernard, Michel-Jules-Joseph-Marie (1911–1993), französischer Missionar in Afrika, Spiritaner
- Bernard, Molly (* 1988), US-amerikanische SchauspielerinMolly Bernard (* 1988)

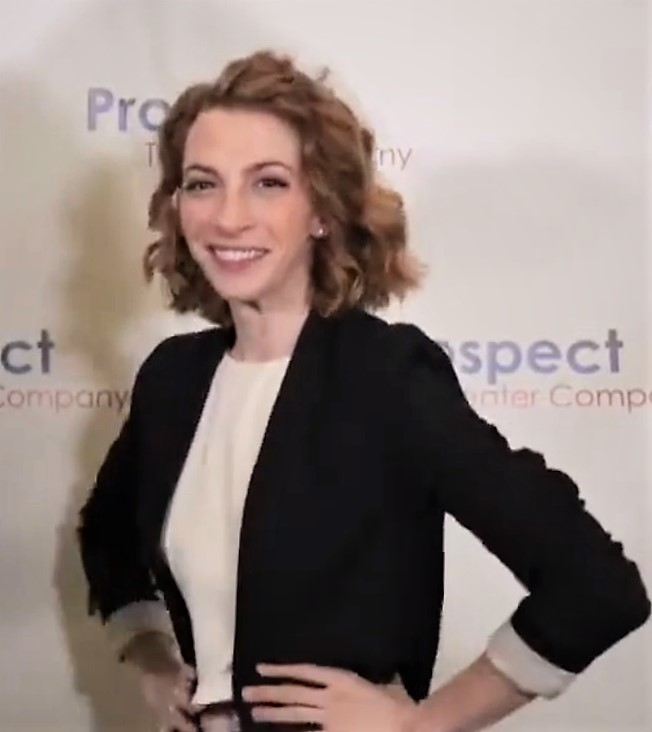
Molly Bernard (* 1988)

- Bernard, Noël (1874–1911), französischer Botaniker
- Bernard, Paul (1929–2015), französischer Archäologe
- Bernard, Pierre (1932–2014), französischer Fußballspieler
- Bernard, Pierre (1942–2015), französischer Grafiker
- Bernard, Pierre (* 1959), belgischer Jazzmusiker (Flötist)
- Bernard, Pierre-Joseph (1708–1775), französischer Dichter
- Bernard, Pons-Joseph (1748–1816), französischer Naturforscher
- Bernard, Randy (* 1967), US-amerikanischer Sportfunktionär
- Bernard, Raymond (1891–1977), französischer Filmregisseur und Drehbuchautor
- Bernard, Raymond (1920–2005), französischer Orchesterleiter, Komponist, Pianist und Arrangeur
- Bernard, Robert (1913–1990), deutscher Fußballspieler
- Bernard, Rocky (* 1979), US-amerikanischer American-Football-Spieler
- Bernard, Samuel (1651–1739), französischer Finanzier und Millionär
- Bernard, Spencer (1918–2001), US-amerikanischer Politiker
- Bernard, Stewart (* 1965), niederländischer Volleyballtrainer
- Bernard, Susan (1948–2019), US-amerikanische Schauspielerin, Autorin und ein Model
- Bernard, Theos Casimir (1908–1947), amerikanischer Forschungsreisender, Yoga- und Buddhismusschüler
- Bernard, Thibaut (* 2003), belgischer Radsportler
- Bernard, Tristan (1866–1947), französischer Autor
- Bernard, Valère (1860–1936), französischer Künstler und Schriftsteller okzitanischer Sprache
- Bernard, Wayne (* 1981), US-amerikanischer Basketballspieler
- Bernard, Wolfgang (* 1960), deutscher Altphilologe
- Bernard-Aubert, Claude (1930–2018), französischer Filmregisseur, Drehbuchautor und Pornoregisseur
- Bernard-Docker, Jacob (* 2000), kanadischer Eishockeyspieler
- Bernard-Lévy, Jean (1897–1940), französischer Fußballfunktionär
- Bernard-Meunier, Marie (* 1948), kanadische Diplomatin und kanadischer Vorstand des Vereins Atlantik-Brücke
- Bernard-Saint-Affrique, Louis (1745–1799), französischer Politiker, Mitglied im Nationalkonvent und im Rat der Fünfhundert während der Französischen Revolution
- Bernard-Thomas, Neisha (* 1981), grenadische Sprinterin

##### Bernarda
- Bernardazzi, Alexander (1831–1907), Schweizer Architekt
- Bernardazzi, Giuseppe (1816–1891), Schweizer Architekt und Maler

##### Bernarde
- Bernardeau, Miguel (* 1996), spanischer SchauspielerMiguel Bernardeau (* 1996)

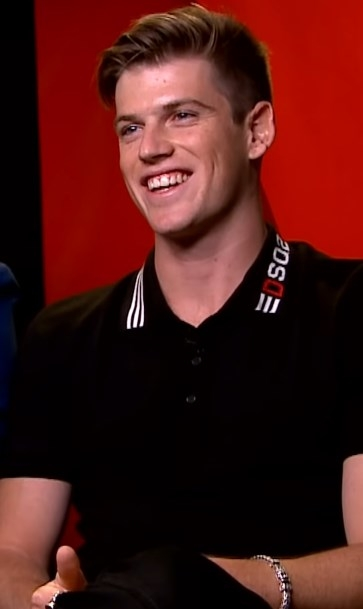
Miguel Bernardeau (* 1996)

- Bernardelli, Gautier (* 1992), französischer Fußballspieler
- Bernardelli, Harro (1906–1981), neuseeländischer Ökonom
- Bernardelli, Henrique (1857–1936), brasilianischer Maler
- Bernardelli, Paul (1870–1953), deutscher Maler, Zeichner, Kunstgewerbler und Lehrer
- Bernardelli, Pietro (1803–1868), Tiroler Politiker
- Bernardes, Artur da Silva (1875–1955), brasilianischer Präsident
- Bernardes, Carlos, brasilianischer Tennisschiedsrichter
- Bernardes, Carlos Alfredo (1916–1977), brasilianischer Diplomat
- Bernardes, Diogo, portugiesischer Lyriker
- Bernardes, Sérgio (1919–2002), brasilianischer Architekt
- Bernardes, Sérgio Henrique Saboia (* 1973), brasilianischer Fußballspieler
- Bernardeschi, Federico (* 1994), italienischer FußballspielerFederico Bernardeschi (* 1994)

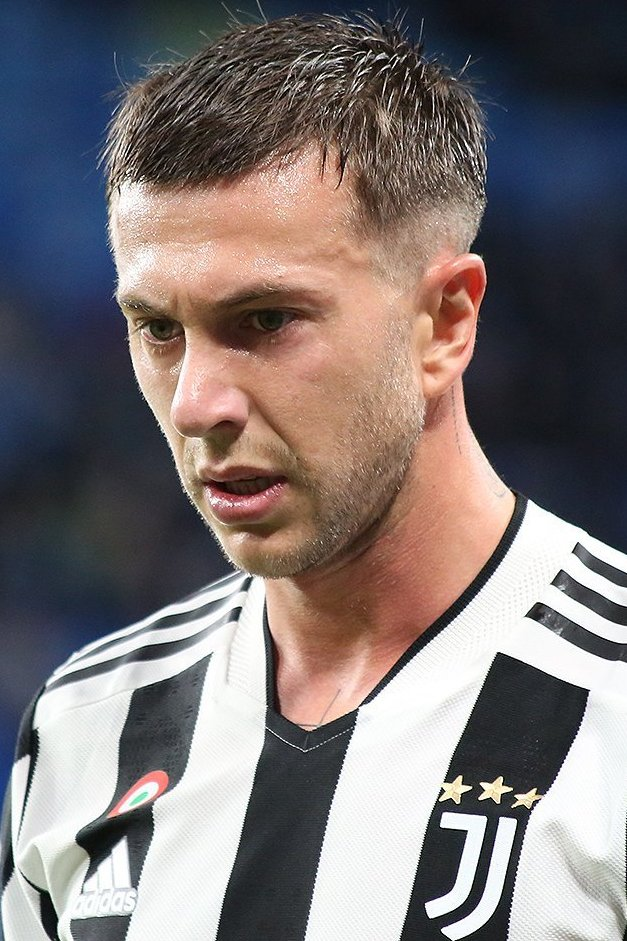
Federico Bernardeschi (* 1994)

- Bernardet, Gérard (* 1957), französischer Fußballspieler
- Bernárdez, Francisco Luis (1900–1978), argentinischer Diplomat und Schriftsteller
- Bernárdez, Jeimy (* 1986), honduranische Leichtathletin
- Bernárdez, Robel (* 1972), honduranischer Fußballspieler
- Bernárdez, Víctor (* 1982), honduranischer Fußballspieler

##### Bernardi
- Bernardi, Alessandra (* 1967), italienischstämmige Autorin
- Bernardi, Andrea (* 2003), italienischer Sprinter
- Bernardi, Bartolomeo († 1732), italienischer Violinist und Komponist
- Bernardi, Christine (1955–2018), französische Mathematikerin
- Bernardi, Clothilde de (* 1994), französische Tennisspielerin
- Bernardi, Fabrizio (* 1972), italienischer Astronom und Asteroidenentdecker
- Bernardi, Ferdinando (1874–1961), italienischer Geistlicher, Erzbischof von Tarent
- Bernardi, Gian Giuseppe (1865–1946), italienischer Komponist, Musiktheoretiker und Musikpädagoge
- Bernardi, Giuliano (1939–1977), italienischer Opernsänger (Tenor/Bariton)
- Bernardi, Guido (1921–2002), italienischer Radrennfahrer
- Bernardi, Herschel (1923–1986), US-amerikanischer Schauspieler
- Bernardi, José Oscar (* 1954), brasilianischer Fußballspieler und -trainer
- Bernardi, Joseph (1826–1907), deutscher Landschaftsmaler
- Bernardi, Lorenzo (* 1968), italienischer Volleyballspieler und -trainer
- Bernardi, Luca (* 2001), san-marinesischer Motorradrennfahrer
- Bernardi, Lucas (* 1977), argentinischer Fußballspieler
- Bernardi, Luciano (1920–2001), italienisch-schweizerischer Botaniker
- Bernardi, Marco (* 1994), san-marinesischer Fußballspieler
- Bernardi, Mario (1930–2013), kanadischer Dirigent und Pianist
- Bernardi, Marta (* 1989), italienische Triathletin
- Bernardi, Mauro (* 1957), italienischer Skirennläufer und Bergsteiger
- Bernardi, Mirko (* 1953), italienischer Radrennfahrer
- Bernardi, Nerio (1899–1971), italienischer Schauspieler, Schauspiellehrer und Synchronsprecher
- Bernardi, Pedro (* 1991), brasilianischer Tennisspieler
- Bernardi, Riccardo (* 2000), italienischer Skilangläufer
- Bernardi, Roberto (* 1974), italienischer Maler des Fotorealismus
- Bernardi, Rut (* 1962), italienische Schriftstellerin, Publizistin, Übersetzerin, Journalistin und Hörspielautorin (Südtirol)
- Bernardi, Sabine (* 1974), deutsche Filmregisseurin und Drehbuchautorin
- Bernardi, Stefano (1577–1637), italienischer Komponist und Kapellmeister
- Bernardi, Tiago (* 1979), brasilianischer Fußballspieler
- Bernardi, Tonino De (* 1937), italienischer Filmregisseur
- Bernardi, Ulrich (1925–2016), italienischer Schreiner und Bildhauer
- Bernardi, Vicky (* 2002), italienische Skirennläuferin
- Bernardić, Davor (* 1980), kroatischer Politiker
- Bernardien, Ernst (1864–1944), deutscher Bildhauer
- Bernardin, Joseph (1928–1996), US-amerikanischer Geistlicher, Erzbischof von Chicago und Kardinal der römisch-katholischen Kirche
- Bernardin, Sandro De (* 1949), italienischer Diplomat
- Bernardin, Stefano (* 1977), österreichischer SchauspielerStefano Bernardin (* 1977)

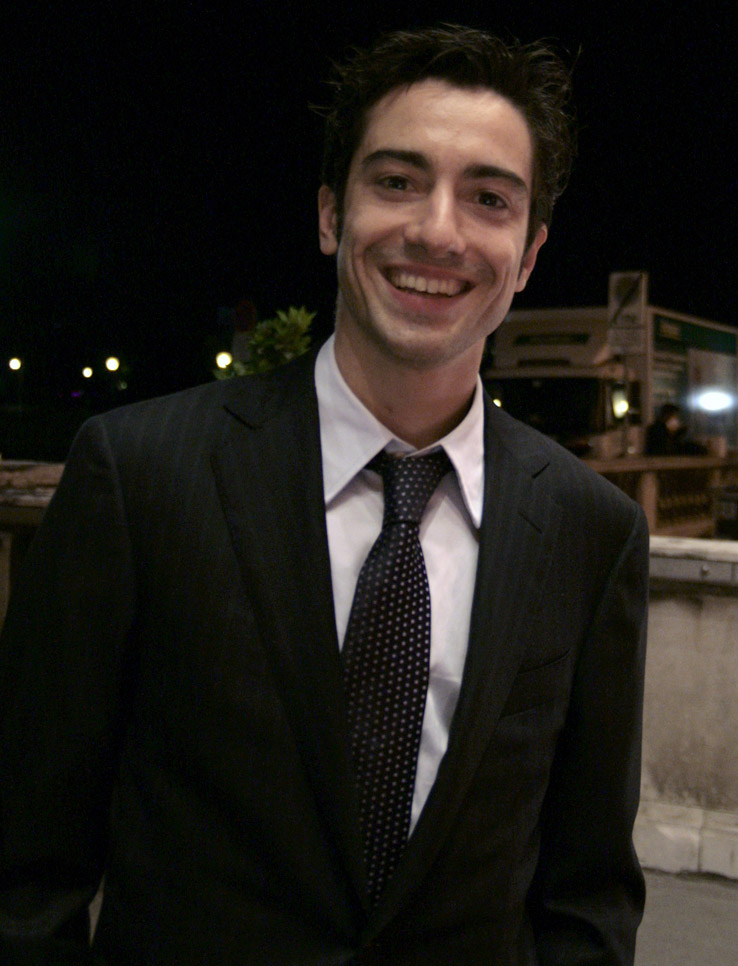
Stefano Bernardin (* 1977)

- Bernarding, Klaus (1935–2022), deutscher Schriftsteller
- Bernardini, Adriano (* 1942), italienischer Geistlicher, römisch-katholischer Bischof und Diplomat des Heiligen Stuhls
- Bernardini, Alessandro (* 1987), italienischer Fußballspieler
- Bernardini, Alfredo (* 1961), italienischer Oboist, Hochschullehrer und Dirigent
- Bernardini, Antonio (* 1957), italienischer Diplomat
- Bernardini, Attilio (1888–1975), brasilianischer Gitarrist und Komponist
- Bernardini, Domenico (* 1956), san-marinesischer Politiker
- Bernardini, Edmondo (1879–1955), Generalabt des Zisterzienserordens
- Bernardini, Eugenio, san-marinesischer Politiker
- Bernardini, Filippo (1884–1954), italienischer Geistlicher, Kurienerzbischof der römisch-katholischen Kirche
- Bernardini, Francesco († 1762), italienischer Maler und Bühnenbildner
- Bernardini, Fulvio (1905–1984), italienischer Fußballspieler und -trainer
- Bernardini, Giuseppe Germano (1928–2023), italienischer Ordensgeistlicher, römisch-katholischer Erzbischof von İzmir
- Bernardini, Marcello, italienischer Komponist und Opernlibrettist
- Bernardini, Micheline (* 1927), französische Striptease-Tänzerin im Casino de Paris
- Bernardini, Roberto (* 1944), italienischer Golfer
- Bernardino, Firmino (* 1950), portugiesischer Radrennfahrer
- Bernardino, Gabriel (* 1964), portugiesischer Mathematiker
- Bernardino, Hereiti (* 1993), französische Sprinterin
- Bernardino, Jun (1947–2007), philippinischer Basketballfunktionär
- Bernardino, Minerva (1907–1998), dominikanische Frauenrechtsaktivistin und Diplomatin
- Bernardis, Curio (1872–1941), italienischer Marineingenieur und U-Boot-Konstrukteur
- Bernardis, Robert (1908–1944), österreichischer Offizier und Widerstandskämpfer

##### Bernardo
- Bernardo (* 1965), brasilianischer Fußballspieler
- Bernardo (* 1995), brasilianischer FußballspielerBernardo (* 1995)

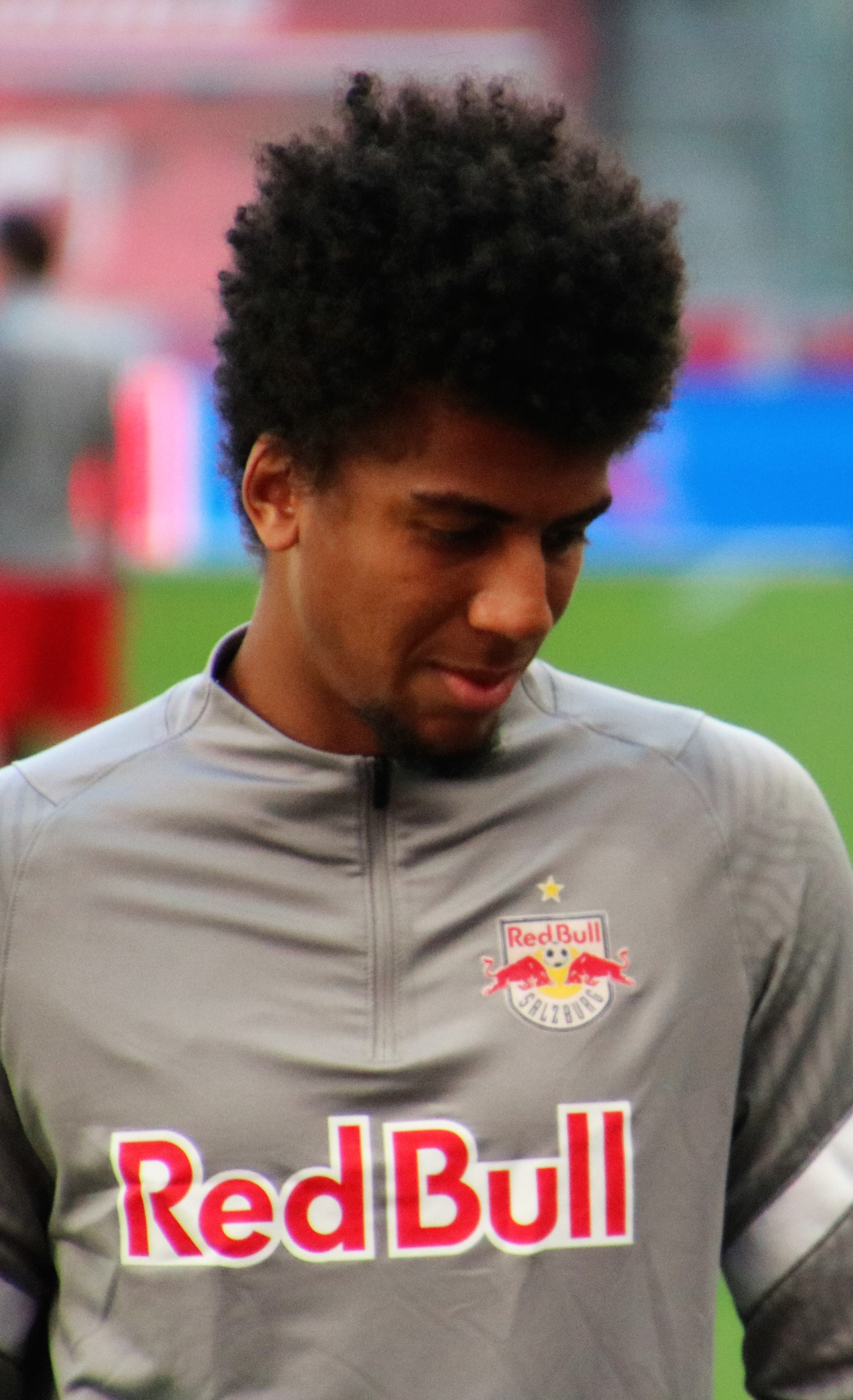
Bernardo (* 1995)

- Bernardo da Corleone (1605–1667), sizilianischer heiliger Kapuziner
- Bernardo de Albuquerque († 1579), Dominikaner, Missionar und Bischof in Neuspanien
- Bernardo de Souza, Natan (* 2001), brasilianischer Fußballspieler
- Bernardo degli Uberti († 1133), italienischer Kardinal, Heiliger und Vallombrosaner
- Bernardo, Andreas di (* 1977), österreichischer Triathlet
- Bernardo, Jacinta Paula, osttimoresische Beamtin
- Bernardo, Jhonatan (* 1988), brasilianischer Fußballspieler
- Bernardo, Joseph (1929–2023), französischer Schwimmer
- Bernardo, Lucie (1885–1956), deutsche Soubrette und Lachkünstlerin
- Bernardo, Markus di (* 1990), österreichischer Politiker (FPÖ)
- Bernardo, Marximina (* 1979), angolanische Fußballschiedsrichterin
- Bernardo, Narciso (1937–2008), philippinischer Basketballspieler und -trainer sowie Politiker
- Bernardo, Natália (* 1986), angolanische Handballspielerin
- Bernardo, Paquita (1900–1925), argentinische Tangokomponistin, Bandoneonistin und Bandleaderin
- Bernardo, Paulo (* 2002), portugiesischer Fußballspieler
- Bernardo, Roger de Oliveira (* 1985), brasilianischer Fußballspieler
- Bernardon de Serres (1359–1413), Condottiere
- Bernardon, Alan José (* 1994), brasilianischer Fußballtorhüter
- Bernardoni, Giovanni Maria (1541–1605), italienischer Jesuit und Architekt
- Bernardoni, Oreste (1911–1965), italienisch-französischer Radrennfahrer
- Bernardoni, Paul (* 1997), französischer FußballspielerPaul Bernardoni (* 1997)

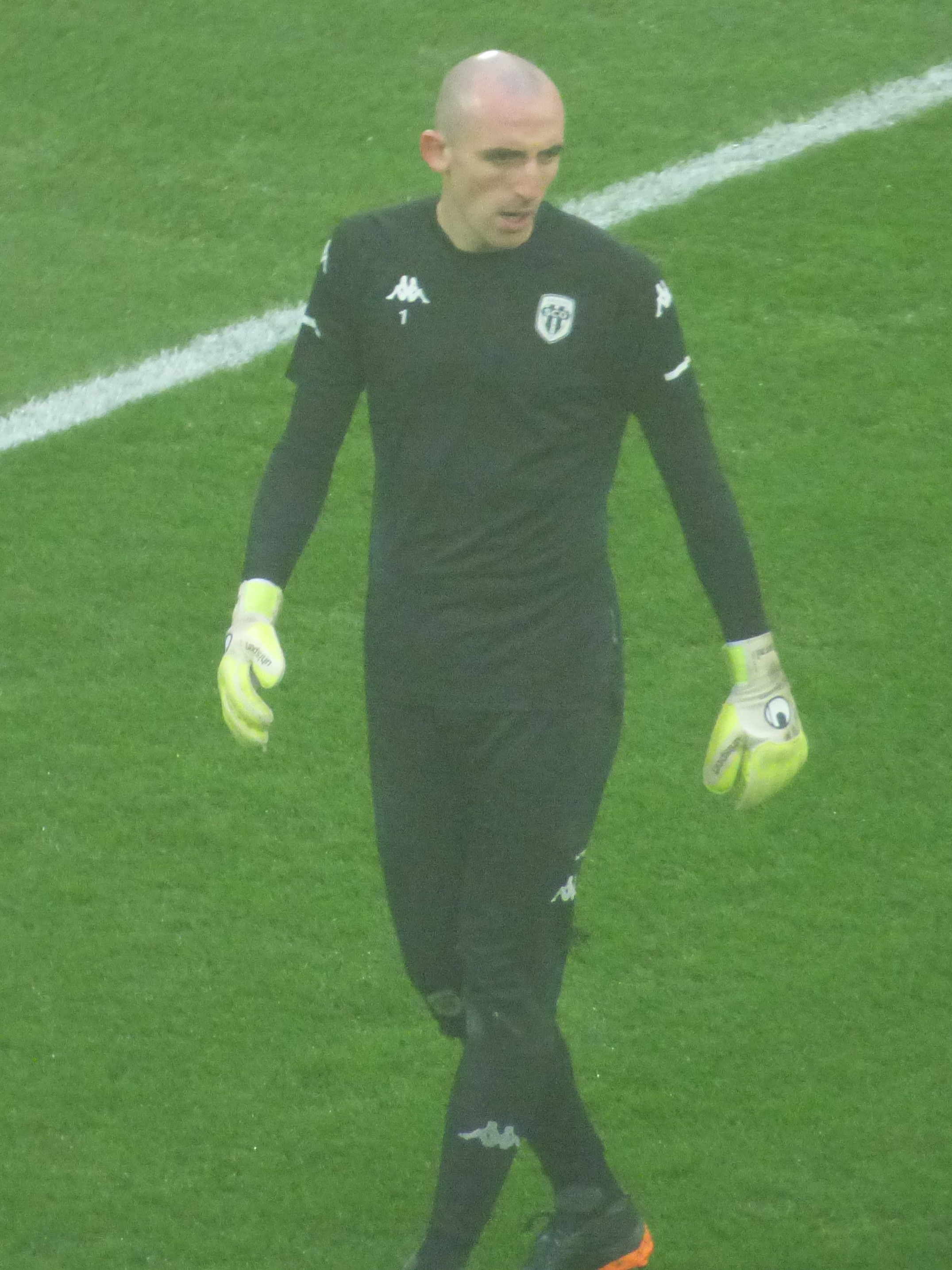
Paul Bernardoni (* 1997)

- Bernardová, Soňa (* 1976), tschechische Synchronschwimmerin

##### Bernards
- Bernards, Annette (* 1953), deutsche Juristin
- Bernards, Josef (1831–1890), deutscher Politiker, MdR
- Bernards, René (* 1953), niederländischer Krebsforscher

##### Bernardu
- Bernardus († 1357), Priester, Abt des Klosters Marienfeld
- Bernardus Silvestris (* 1085), Philosoph und Dichter

##### Bernardy
- Bernardy, Jörg (* 1982), deutscher Autor
- Bernardy, Thomas (* 1986), deutscher Schauspieler und Sänger

#### Bernare
- Bernareggi, Domenico (1877–1962), italienischer Geistlicher und römisch-katholischer Weihbischof in Mailand
- Bernareggi, Ernesto (1917–1984), italienischer Numismatiker

#### Bernari
- Bernari, Carlo (1909–1992), italienischer Schriftsteller und Journalist

#### Bernart
- Bernart de Ventadorn, französischer Troubadour, Komponist und Poet
- Bernart, Mechthild (* 1948), deutsche Pädagogin und Zisterzienserin
- Bernart, Yvonne (1965–2010), deutsche Soziologin
- Bernartz, Hanswilly (1912–1989), deutscher Rechtsanwalt und Marinesammler

### Bernas
- Bernas, Joaquin (1932–2021), philippinischer Ordensgeistlicher, Jesuit und Rechtswissenschaftler sowie Universitätspräsident
- Bernaschek, Ludwig (1899–1970), österreichischer Schutzbundführer und Politiker (SPÖ), Landtagsabgeordneter
- Bernaschek, Richard (1888–1945), österreichischer Politiker (SPÖ) und Widerstandskämpfer
- Bernaschina, Marco (* 1962), Schweizer Fußballspieler
- Bernasconi, Abbondio (1757–1822), Schweizer Politiker
- Bernasconi, Agostino (1914–1951), Schweizer Politiker (CVP)
- Bernasconi, Agustín (* 1996), argentinischer Schauspieler und SängerAgustín Bernasconi (* 1996)

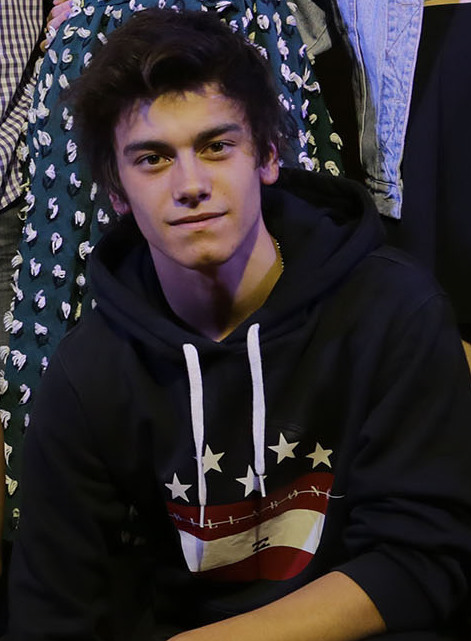
Agustín Bernasconi (* 1996)

- Bernasconi, Andrea (1706–1784), italienischer Komponist und Kapellmeister
- Bernasconi, Bruno (1942–1999), Schweizer Fussballspieler
- Bernasconi, Carlo Antonio (1714–1767), Schweizer Architekt
- Bernasconi, Cesare (1819–1864), Schweizer Politiker
- Bernasconi, Claudia (* 1983), Schweizer Leichtathletin
- Bernasconi, Costantino (1820–1902), Schweizer Politiker (FDP), Gemeindepräsident von Chiasso, Grossrat, Nationalrat und Ständerat
- Bernasconi, Ferdinando (1867–1919), Schweizer Architekt
- Bernasconi, Giorgio (1804–1866), Schweizer Priester, Journalist, Zeitungsverleger und Politiker der FDP-Radikalen
- Bernasconi, Giosia (1831–1893), Schweizer Politiker, Grossrat und Staatsrat Tessin
- Bernasconi, Ivan (1943–2022), Schweizer Politiker (CVP) und Polizist
- Bernasconi, Laurent (* 1966), französischer Astronom und Asteroidenentdecker
- Bernasconi, Luigi (1909–1970), italienischer Skispringer
- Bernasconi, Madeleine (* 1939), Schweizer Politikern (FDP)
- Bernasconi, Manfredo (1783–1850), Schweizer Politiker (FDP-Radikale), Grossrat und Staatsrat Tessin
- Bernasconi, Marcel (* 1940), Schweizer Jazzpianist
- Bernasconi, Maria (* 1955), Schweizer Politikerin (SP)
- Bernasconi, Michelangelo (1901–1943), italienischer Ruderer
- Bernasconi, Peter (* 1948), Schweizer Politiker (SP)
- Bernasconi, Peter (* 1951), Schweizer Unternehmer und Politiker (SVP)
- Bernasconi, Pino (1904–1983), Schweizer Jurist und Politiker
- Bernasconi, René (1910–1994), Schweizer Maler, Grafiker und Plastiker
- Bernasconi, Rico (* 1970), deutscher House-DJ
- Bernasconi, Robert (* 1950), britischer Philosoph und Hochschullehrer
- Bernasconi, Rosmarie (* 1954), Schweizer Autorin, Buchhändlerin und Verlegerin in Bern
- Bernasconi, Yari (* 1982), Schweizer Dichter und Schriftsteller
- Bernasko, Frank (1930–2010), ghanaischer Militär und Politiker
- Bernaskoni, Boris (* 1977), russischer Architekt, Ingenieur und Verleger
- Bernášková, Irena (1904–1942), tschechische Widerstandskämpferin

### Bernat
- Bernat Amat de Cardona, Vizegraf von Cardona
- Bernat de Palaol, mallorquinischer Troubador
- Bernat de Pau (1394–1457), Bischof von Girona
- Bernat de Puigcercós († 1342), katalanischer Dominikanerbruder
- Bernat de Raset († 1432), katalanischer Militärangehöriger
- Bernat de Roudor, katalanischer Ritter
- Bernat de Vilamarí († 1311), Bischof von Girona
- Bernat Guillem I. d’Entença († 1237), katalanischer Feldherr
- Bernat Guillem II. d’Entença († 1296), katalanischer Adliger
- Bernat, Enric (1923–2003), spanischer Unternehmer und Gründer der Chupa Chups Company
- Bernat, Hans Christian (* 2000), dänischer Fußballtorwart
- Bernát, Ján (* 2001), slowakischer Fußballspieler
- Bernat, Juan (* 1993), spanischer FußballspielerJuan Bernat (* 1993)

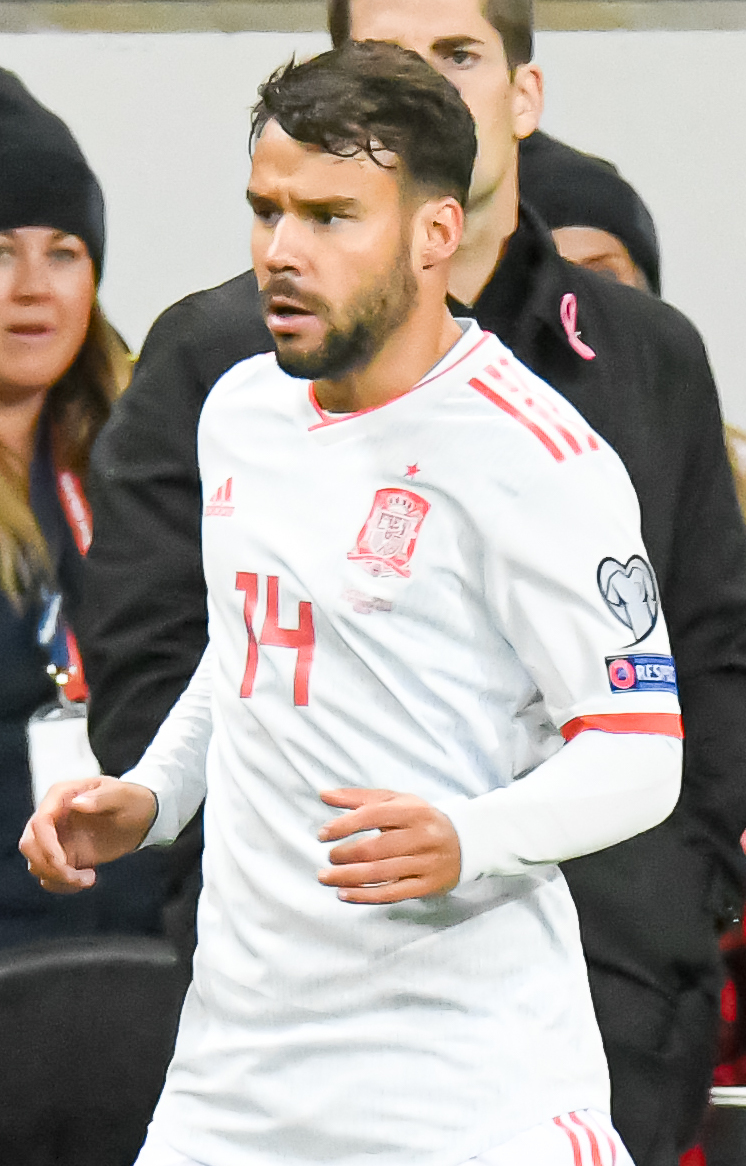
Juan Bernat (* 1993)

- Bernat, Roger (* 1968), spanischer Regisseur und Choreograf
- Bernat, Víctor (* 1987), spanisch-andorranischer Fußballspieler
- Bernatajtys, Miłosz (* 1982), polnischer Ruderer
- Bernatavičius, Dmitrijus (* 1974), litauischer Eishockeyspieler
- Bernáth, Attila (* 2000), ungarischer Boxer
- Bernáth, Aurél (1895–1982), ungarischer Maler
- Bernáth, Ferenc (* 1981), ukrainisch-ungarischer Gitarrist und Komponist
- Bernath, Jörg, deutscher Basketballspieler
- Bernáth, Ľubomír (* 1985), slowakischer Fußballspieler
- Bernáth, Ľuboš (* 1977), slowakischer Komponist und Musikpädagoge
- Bernath, Mathias (1920–2013), deutscher Südosteuropahistoriker
- Bernath, Morton H. (1886–1965), deutscher Kunsthistoriker und Kunsthändler
- Bernath, Sandor (* 1892), ungarisch-amerikanischer Maler und Illustrator
- Bernath, Willy (1914–1991), Schweizer Skilangläufer und Karosseriebauer
- Bernáthová, Eva (1922–2019), tschechische Pianistin
- Bernatonis, Juozas (* 1953), litauischer Diplomat und Politiker
- Bernatonis, Vytautas (* 1940), litauischer Ingenieur, Politiker und Hochschullehrer
- Bernatz, August (1828–1905), deutscher Baumeister und Bauunternehmer
- Bernatz, Johann Martin (1802–1878), deutscher Landschaftsmaler
- Bernatz, Karl (1831–1898), deutscher Architekt und bayerischer Baubeamter
- Bernatz, Matthäus (1800–1882), deutscher Hydrotechniker bzw. Wasserbauingenieur und bayerischer Baubeamter
- Bernatzik, Edmund (1854–1919), österreichischer Staatsrechtler und Hochschullehrer
- Bernatzik, Emmy (1904–1977), österreichische Ethnologin
- Bernatzik, Helene (1888–1967), österreichische Textilkünstlerin und Kunsthandwerkerin
- Bernatzik, Hugo (1897–1953), österreichischer Ethnologe
- Bernatzik, Walter (1899–1953), österreichischer Bauingenieur
- Bernatzik, Wenzel (1821–1902), österreichischer Pharmakologe und Mediziner
- Bernatzik, Wilhelm (1853–1906), österreichischer Maler
- Bernatzki, Eberhard (1936–2017), deutscher Sportfunktionär
- Bernatzky, Aloys (1910–1992), deutscher Garten- und Landschaftsarchitekt, Biologe, Naturschützer und Städtebauer sowie Verfasser landeskundlicher Schriften über die Grafschaft Glatz
- Bernatzky, Waldemar (1920–2005), uruguayischer Radrennfahrer

### Bernau
- Bernau, Alfred (1879–1950), deutscher Schauspieler, Regisseur und Theaterdirektor
- Bernau, Christopher (1940–1989), US-amerikanischer Schauspieler
- Bernau, Falk (* 1973), deutscher Jurist und Richter am Bundesgerichtshof
- Bernau, Götz (* 1941), deutscher Geiger, Musikforscher, Musikpädagoge und Musikpublizist
- Bernau, Madelynn (* 1998), US-amerikanische Sportschützin
- Bernau, Manfred (1926–2009), deutscher Wirtschaftsprüfer, Manager und Unternehmer
- Bernau, Mirko (* 1975), deutscher Handballspieler und -trainer
- Bernau, Nikolaus (* 1964), deutscher Kunstwissenschaftler, Architekturkritiker, Journalist und SachbuchautorNikolaus Bernau (* 1964)

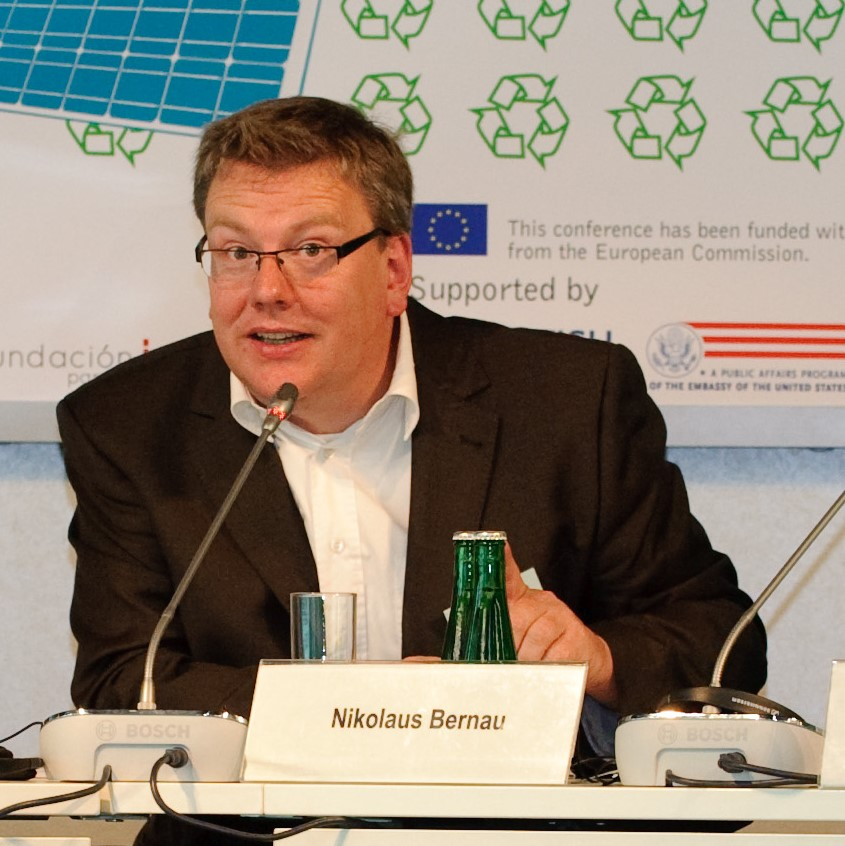
Nikolaus Bernau (* 1964)

- Bernau, Otto (1926–2022), österreichischer Politiker (ÖVP), Landtagsabgeordneter
- Bernau, Patrick (* 1981), deutscher Wirtschaftsjournalist und Publizist
- Bernau, Tjark (* 1981), deutscher Schauspieler und Theaterregisseur
- Bernaud, Alain (1932–2020), französischer Komponist
- Bernaud, Marie du Sacré-Cœur (1825–1903), französische, römisch-katholische Salesianerin und Gründerin einer Gebetsgemeinschaft
- Bernaudeau, Giovanni (* 1983), französischer Radrennfahrer
- Bernaudeau, Jean-René (* 1956), französischer Radsportler
- Bernauer, Agnes († 1435), Geliebte und möglicherweise erste Ehefrau des bayerischen Herzogs Albrecht III.Agnes Bernauer († 1435)

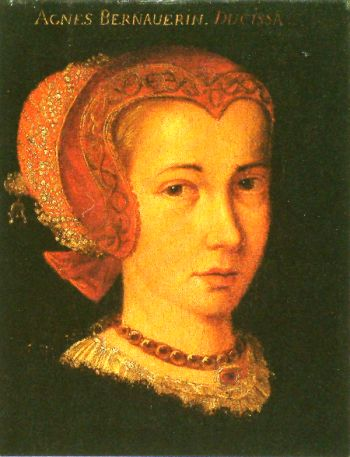
Agnes Bernauer († 1435)

- Bernauer, Blasius (1740–1818), deutscher Orgelbauer
- Bernauer, Ernst (1867–1929), deutscher Jurist, Oberlandesgerichtspräsident und Mitglied der Badischen Ständeversammlung bzw. des Badischen Landtags
- Bernauer, Ferdinand (1892–1945), deutscher Wissenschaftler und Hochschullehrer
- Bernauer, Franz (1861–1916), deutscher Bildhauer
- Bernauer, Ludwig (1922–2004), Schweizer Fotograf
- Bernauer, Luigi (1899–1945), österreichischer Kabarettist, Komponist und Sänger
- Bernauer, Peter (* 1965), deutscher Fußballspieler
- Bernauer, Rudolf (1880–1953), österreichischer Chanson-Autor, Operetten-Librettist und Theaterdirektor
- Bernauer, Thomas (* 1963), Schweizer Politologe und Hochschullehrer
- Bernauer, Vanessa (* 1988), Schweizer Fußballnationalspielerin
- Bernauer, Willi (1897–1995), deutscher Unternehmer
- Bernauer, Xaver (1768–1831), deutscher Orgelbauer
- Bernaus y Serra, Agustín José (1863–1930), spanischer römisch-katholischer Geistlicher und Apostolischer Vikar von Guam und Bluefields
- Bernaus, Marc (* 1977), andorranischer Fußballspieler

### Bernay
- Bernay von Favancourt, Julius Joseph (1804–1880), österreichischer Generalmajor
- Bernay, Eugenie (1891–1971), österreichische Schauspielerin
- Bernays, Albert (1823–1892), englischer Lebensmittelchemiker
- Bernays, Edward (1891–1995), US-amerikanischer PR-BeraterEdward Bernays (1891–1995)

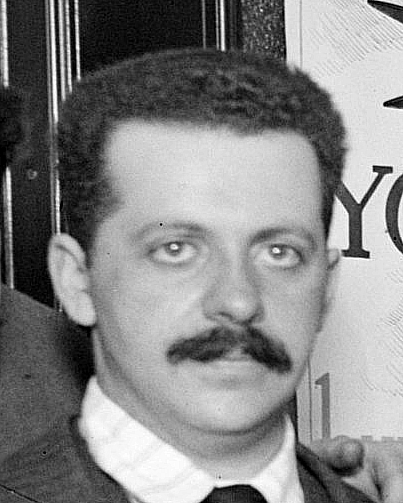
Edward Bernays (1891–1995)

- Bernays, Isaak (1792–1849), deutscher Rabbiner
- Bernays, Jacob (1824–1881), deutscher Philologe und philosophischer Schriftsteller
- Bernays, Karl Ludwig (1815–1876), deutscher Journalist
- Bernays, Ludwig (1924–2020), Schweizer Arzt, Altphilologe und Übersetzer
- Bernays, Marie (1883–1939), deutsche Politikerin und Frauenrechtlerin
- Bernays, Michael (1834–1897), deutscher Philologe, Literaturhistoriker und Goetheforscher
- Bernays, Paul (1888–1977), Schweizer Mathematiker und Logiker
- Bernays, Ulrich (1881–1948), deutscher Altphilologe und Vorkämpfer der Volkshochschule

### Bernaz
- Bernazkaja, Weronika, kirgisische Fußballschiedsrichterin
- Bernazki, Michail Wladimirowitsch (1876–1943), russischer Ökonom, Hochschullehrer und Politiker
- Bernazki, Sergei Sergejewitsch (* 1982), russischer Eishockeyspieler
- Bernazzano, Cesare, italienischer Maler der Renaissance in der Nachfolge von Leonardo da Vinci